# Allegro Grandi
Allegro Grandi (ur. 19 stycznia 1907 w San Pietro in Casale, zm. 23 kwietnia 1973 w Caracas) – włoski kolarz szosowy, złoty medalista mistrzostw świata.

## Kariera
Największy sukces w karierze Allegro Grandi osiągnął w 1928 roku, kiedy zdobył złoty medal w wyścigu ze startu wspólnego amatorów podczas mistrzostw świata w Budapeszcie. W zawodach tych wyprzedził swego rodaka Michele Marę oraz Belga Jeana Aertsa. Na rozgrywanych dwa lata wcześniej mistrzostwach świata w Turynie był piąty w tej samej konkurencji. Piąty był także na mistrzostwach świata w Liège w 1930 roku w kategorii zawodowców. Ponadto w 1927 roku wygrał Giro della Romagna, a w 1929 roku Coppa Bernocchi i Giro dell’Emilia. Kilkakrotnie startował w Giro d’Italia, najlepszy wynik osiągając w 1930 roku, kiedy wygrał jeden etap i zajął trzecie miejsce w klasyfikacji generalnej. Był też piąty w 1933 roku i szósty w 1929 roku. W 1928 roku brał udział w igrzyskach olimpijskich w Amsterdamie, gdzie był czwarty, zarówno indywidualnie, jak i drużynowo. Jako zawodowiec startował w latach 1927-1935.
W 1934 roku wyemigrował do Wenezueli (był trzykrotnym mistrzem tego kraju) i tam zmarł w 1973 roku.

## Najważniejsze zwycięstwa i sukcesy
- 1926
  -  mistrzostwo kraju amatorów w wyścigu ze startu wspólnego
- 1927
- 1. Giro della Romagna
- 1928
  - mistrzostwo świata amatorów w wyścigu ze startu wspólnego
  - 2. Coppa Placci
  - 2. Giro di Lombardia
- 1929
  - 1. Coppa Bernocchi
  - 1. Giro dell’Emilia
- 1930
  - 3. Giro d’Italia oraz wygrany etap